# Гарпократ
Гарпокра́т (др.-греч. Ἁρποκράτης, лат. Harpokrates, егип. hr-p3’´hrd "Дитя Гор") — греческая интерпретация египетского бога Гарпехрути (Гора младшего), сына Осириса и Исиды; бога зимнего солнца, который изображался в виде голого ребёнка с локоном юности на голове и пальцем правой руки у рта (символы детства). Впервые это имя появляется в надписи на пирамиде царя VI династии Меренра, правившего приблизительно в 2285—2279 годах до н. э.
В Гермонтском святилище, построенном Птолемеями, было изображено рождение и воспитание Гарпократа. Он олицетворял восходящее Солнце. Гарпократ занял место Гора в Александрийской триаде богов; его культ проник и на запад, особенно в Рим; в мистериях он являлся олицетворением воскресения. Триада «Изида, Осирис, Гарпократ», пройдя сквозь призму греко-римских понятий, нашла на берегах Тибра новое отечество, принеся с собой массу чисто восточных суеверий, обычаев, обрядов и т. п.. Этой триаде полностью соответствовала почитавшаяся эллинами триада «Исида, Серапис (египетский Плутон), Гарпократ».
Атрибуты бога Гарпократа — скорпион, крокодил, лев, лань. В жертву Гарпократу приносили рыбу, цветы лотоса и овощи.